# جوستين أربوليدا
جوستين أربوليدا (بالإسبانية: Justin Arboleda) (18 سبتمبر 1991 في كولومبيا - ) هو لاعب كرة قدم كولومبي في مركز الهجوم. لعب مع إنديبندينتي ميديلين وديبورتيفو باستو ونادي زامورا ونادي ماراثون وClub Deportivo Universitario ‏ وAntigua GFC ‏.

## وصلات خارجية
- جوستين أربوليدا على موقع قاعدة بيانات كرة القدم.إي يو (الإنجليزية)
- جوستين أربوليدا على موقع ناشيونال فوتبول تيمز (الإنجليزية)
- جوستين أربوليدا على موقع Soccerway.com (الإنجليزية)
- جوستين أربوليدا على موقع AS.com (الإسبانية)